# المپیاد جهانی علوم نوجوانان

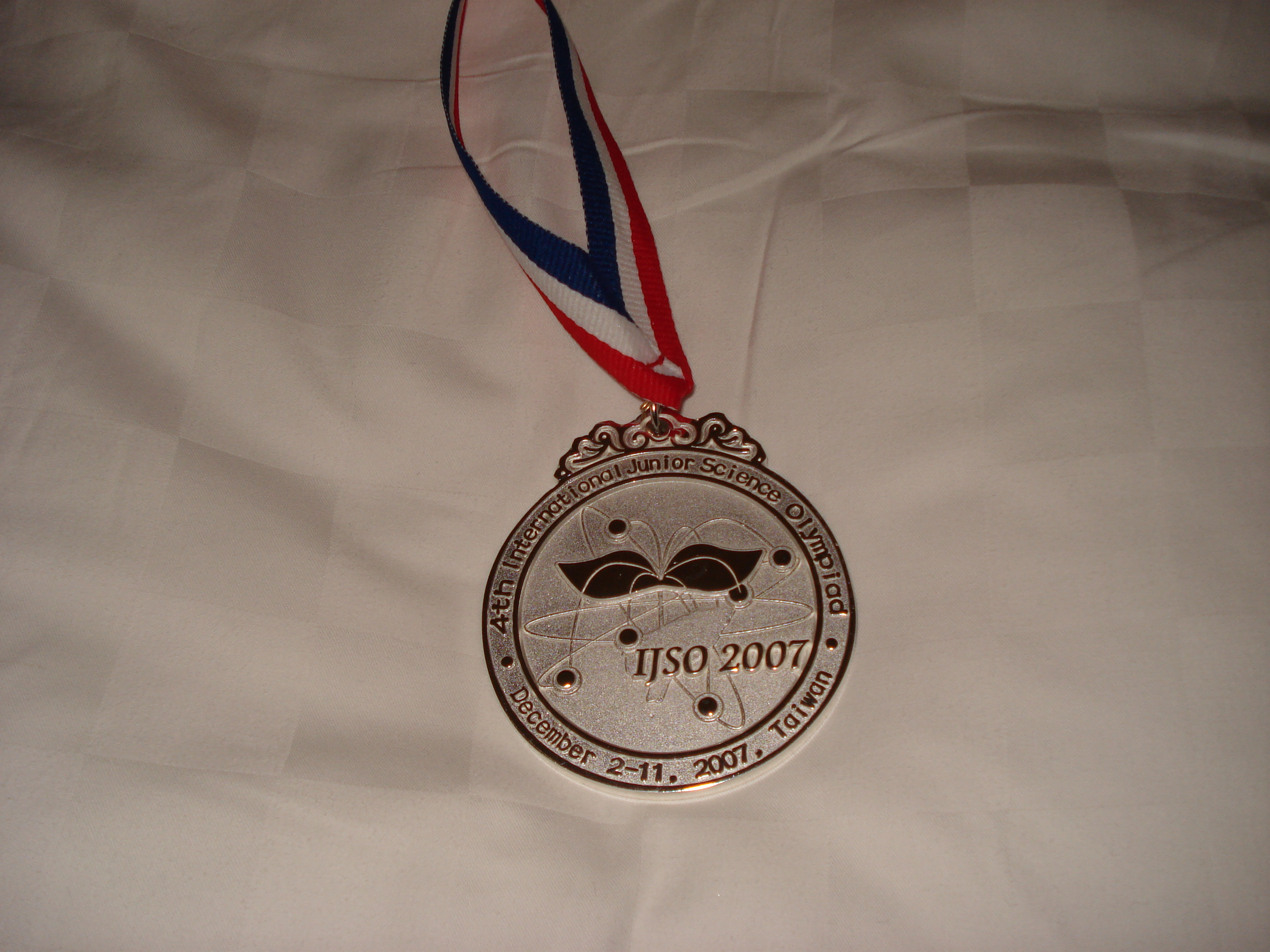
نمایی از مدال نقرهٔ المپیاد جهانی علوم نوجوانان در سال ۲۰۰۷

المپیاد جهانی علوم نوجوانان (انگلیسی: International Junior Science Olympiad) (IJSO) یک رقابت بین‌المللی مدرسه‌ای (آکادمیک، اصولی و از پیش مشخص شده) بزرگ است که به صورت سالانه برگزار می‌شود و به صورت هم زمان سه رقابت علمی در رشته‌های فیزیک، شیمی و زیست‌شناسی را پوشش می دهد. این رقابت به علت پیچیدگی اش شناخته شده‌است به‌طوری‌که نیازمند گستره دانشی زیادی در هر سه علم است. دانش آموزان برتر هر کشور برای این رقابت انتخاب می‌شوند و هر فرد فرصت رقابت با همتایان و همسالان ود از سراسر جهان را دارد.   

## دوره‌های برگزاری
اولین دوره آن در سال ۲۰۰۴ در اندونزی برگزار شده‌است و از آن سال به‌طور منظم و سالانه در کشورهای مختلف برگزار می‌شود. نهمین دوره آن در سال ۲۰۱۲ در ایران برگزار شد و چهاردهمین دوره آن در سال ۲۰۱۷ در هلند برگزار می‌شود.